# Léopold Boissier

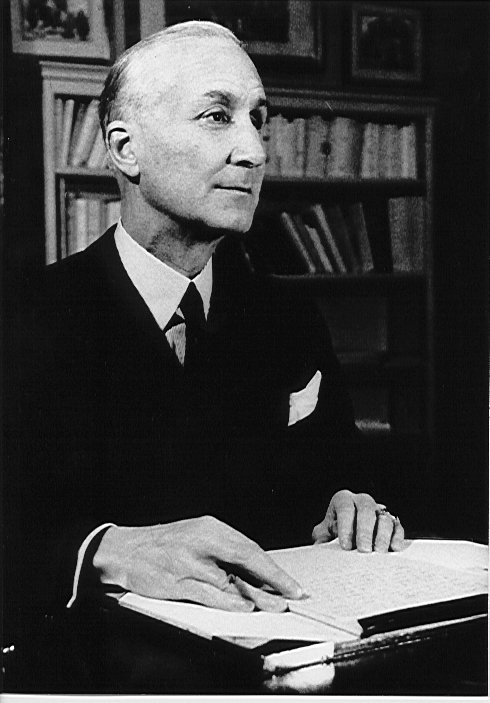
Leopold Boissier

Léopold Boissier (* 16. Juli 1893 in Genf; † 22. Oktober 1968 ebenda) war ein Schweizer Jurist und Diplomat. Von 1933 bis 1953 war er Generalsekretär der Interparlamentarischen Union und von 1955 bis 1964 Präsident des Internationalen Komitees vom Roten Kreuz (IKRK). Er wirkte ausserdem als Professor für Verfassungsrecht an der Universität Genf.

## Leben

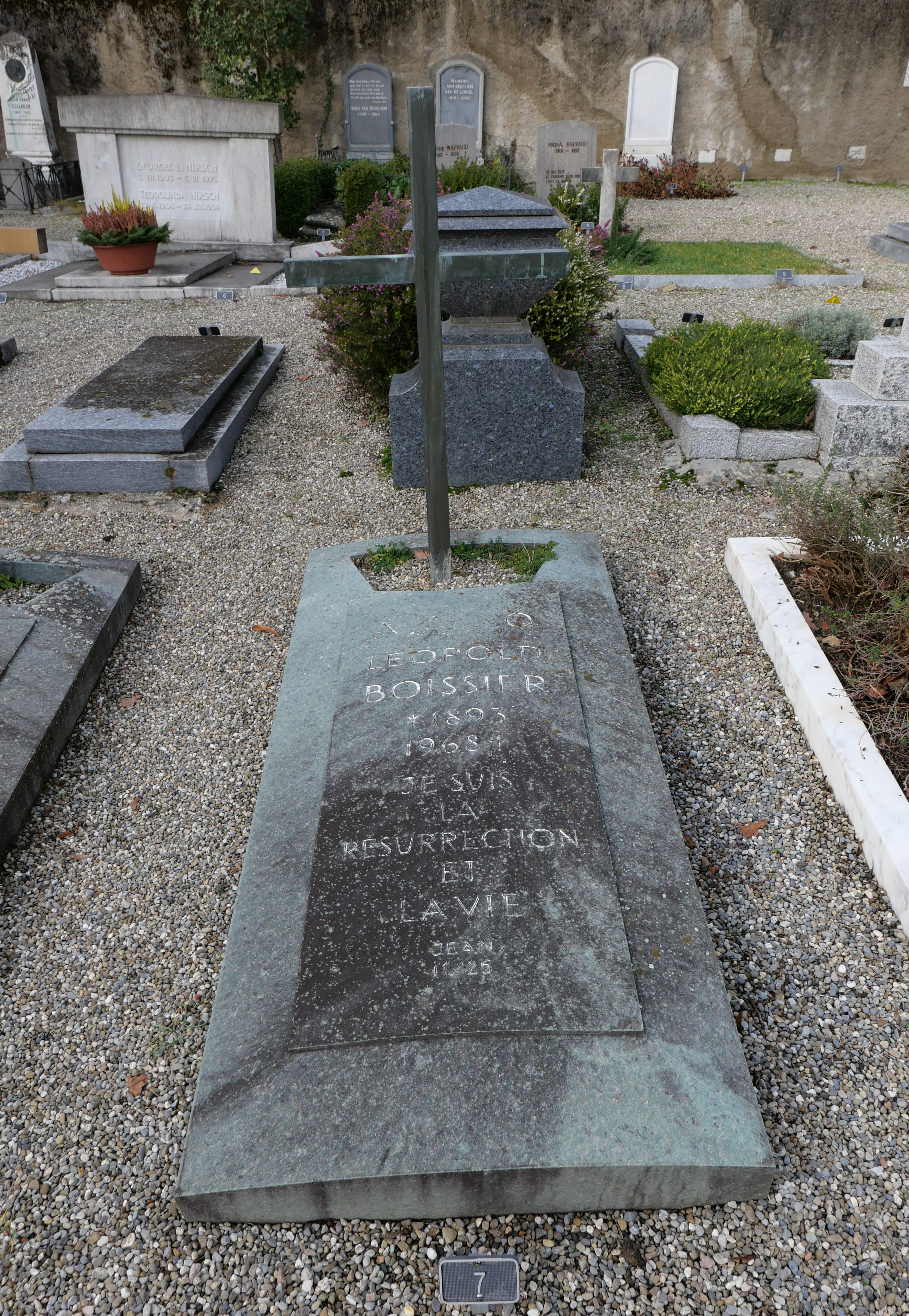
Boissiers Grab

Léopold Boissier wurde 1893 in Genf geboren. Seit Vater war Agronom und Kavallerieoberst der Schweizer Armee. Er studierte Rechtswissenschaften in Zürich und Genf und schloss das Studium mit der Promotion an der Universität Genf ab. 1918 begann er für das Eidgenössische Politische Department zu arbeiten. Während der Friedenskonferenz von 1919 war er Privatsekretär des damaligen Präsidenten des IKRK Gustave Ador. Weitere Stationen seiner diplomatischen Karriere waren unter anderem Bern, Rom und London. Ab 1921 fungierte er zunächst als Sekretär, von 1933 bis 1953 als Generalsekretär der Interparlamentarischen Union. Bis zur Auflösung des Völkerbundes leitete er dessen Schweizer Delegation. Er hatte darüber hinaus weitere Leitungspositionen beim Verband der Internationalen Organisationen in Genf (engl. Federation of International Organizations) und beim Schweizer Friedensrat inne.
Seit 1936 war er Lehrbeauftragter, ab 1943 ausserordentlicher Professor und ab 1955 ordentlicher Professor für Verfassungsrecht an der Universität Genf. Er wirkte darüber hinaus auch als Herausgeber der Zeitschrift L'Anneé politique und war korrespondierendes Mitglied der Académie des sciences morales et politiques sowie des Institut international de droit public.
Verheiratet war Léopold Boissier mit Renée E. Grand d’Hauteville. Er kam 1968 durch einen Reitunfall ums Leben und wurde auf dem Alten Friedhof von Cologny im Kanton Genf begraben.

## IKRK-Präsidentschaft
Im Jahr 1946 wurde er Mitglied des Internationalen Komitees vom Roten Kreuz. Er war damit innerhalb des IKRK Teil eines Generationenwechsels nach dem Zweiten Weltkrieg. Von 20 Mitgliedern unmittelbar nach dem Krieg waren nur neun bereits vor Kriegsbeginn im Komitee. Mit seiner Mitgliedschaft folgte er seinem Vater, dem Kavallerieoberst Edmond Boissier, der ebenfalls als Mitglied und Vizepräsident des Komitees gewirkt hatte. Im Februar 1955 wurde er zum Präsidenten des Komitees gewählt und trat das Amt am 1. September des gleichen Jahres als Nachfolger von Paul Ruegger an.
In seine Zeit als IKRK-Präsident fiel unter anderem die Intervention des Komitees in der Kubakrise im Jahr 1962. Das Eingreifen des Komitees hatte selbst nur einen geringen Einfluss auf die Beilegung der Krise. Die Weigerung von Fidel Castro, Kontrollen des IKRK auf Kuba zuzulassen, trug jedoch zu einer beschleunigten Einigung auf bilateraler Ebene zwischen den am Konflikt beteiligten Supermächten bei.
Im März und April 1963 besuchte er auf Einladung des Deutschen Roten Kreuzes der DDR unter anderem Dresden und Berlin und wurde während dieses Besuches auch von Walter Ulbricht empfangen. Am 10. Dezember des gleichen Jahres nahm er stellvertretend für das Internationale Komitee vom Roten Kreuz zusammen mit John Alexander MacAulay, dem damaligen Chairman der Liga der Rotkreuz-Gesellschaften, den Friedensnobelpreis entgegen. Der Preis wurde beiden Organisationen anlässlich des hundertjährigen Bestehens der Rotkreuz-Bewegung verliehen.
Am 1. Oktober 1964 legte er sein Amt auf eigenen Wunsch nieder. Zu seinem Nachfolger war bereits vorher im September Samuel Gonard gewählt worden.